# Oulad Yaich
Oulad Yaich (en àrab أولاد ايعيش, Ūlād Iyaʿīx; en amazic ⵡⵍⴰⴷ ⵉⵄⵉⵛ) és una comuna rural de la província de Béni Mellal, a la regió de Béni Mellal-Khénifra, al Marroc. Segons el cens de 2014 tenia una població total de 24.476 persones.